# Macropus pearsoni
Macropus pearsoni — вид родини Кенгурових. Вид названо на честь Пірсона (англ. W.H. Pearson), який подарував голотип квінслендському музею. Голотип знайдено у південно-східному Квінсленді. 